# NT5C1A
NT5C1A‏ (5'-nucleotidase, cytosolic IA) هوَ بروتين يُشَفر بواسطة جين NT5C1A في الإنسان.